# Kościół Santa Maria in Cielo Assunta
Kościół Santa Maria in Cielo Assunta – zabytkowa główna świątynia w Savoca na Sycylii.
Kościół został zbudowany przez Normanów około 1130 r. w stylu arabsko-normańskim. Od końca XV wieku do początku następnego wieku został odnowiony przez don Pietro Trimarchi, zamożnego mistrza budowlanego i architekta z Savony (upamiętnia to napis na płycie marmurowej: HOC OPUS M. PETRUS TRIMARCHI FIERI FECIT). Trimarchi zmienił orientację świątyni (pierwotnie apsydy były zwrócone na wschód, obecnie są zwrócone na zachód), zbudował obecną absydę i fasadę oraz dobudował po bokach dwie duże kaplice. Wówczas kościół został przebudowany w stylu renesansowym. W latach 1555–1736 powstała dzwonnica i plebania. Przez wieki kościół był regionalną siedzibą archimandryty obrządku greckiego z Mesyny i siedzibą archiprezbitera, któremu podlegały wszystkie kościoły przyległych gmin. Od 1910 r. jest pomnikiem narodowym (monumento nazionale).